# Sapromyza quadricincta
Sapromyza quadricincta är en tvåvingeart som beskrevs av Becker 1895. Sapromyza quadricincta ingår i släktet Sapromyza och familjen lövflugor. Inga underarter finns listade i Catalogue of Life.